# Trinley Thaye Dorje
Trinley Thaye Dorje; em tibetano: ཕྲིན་ལས་མཐའ་ཡས་རྡོ་རྗེ; Wylie: Phrin-las Mtha'-yas Rdo-rje (Lhasa, 6 de maio de 1983) é um lama tibetano, reconhecido por muitos budistas tibetanos como a reencarnação de Rangjung Rigpe Dorje, o 16.º Karmapa, a cabeça da escola Karma Kagyu, uma das quatro principais escolas do Budismo Tibetano.

## Biografia
Trinley Thaye Dorje é filho de Mipam Rinpoche, reencarnação de um importante lama da escola Nyingma, e de Dechen Wangmo, filha de uma família nobre descendente do rei Gesar de gling. Aos seis meses de idade o menino começou a dizer às pessoas que ele era o Karmapa.
Em 1988, Sarma Rinpoche fez uma viagem secreta a Lhasa para investigar se Thaye Dorje era a reencarnação do Karmapa, porque a criança lhe apareceu em sonho. Em março de 1994, Thaye Dorje e sua família fugiram do Tibete para o Nepal e mais tarde para a Índia, onde Sarma Rinpoche, segunda reencarnação mais elevada da linhagem Karma Kagyu, o reconheceu formalmente como o 17º Karmapa.
A identificação do Karmapa está em disputa, Ogyen Trinley Dorje e Thaye Dorje são os dois pretendentes ao título de 17.º Karmapa.
Shamar Rinpoche então apresentou Trinley Thaye Dorje aos seus alunos como o 17º Gyalwa Karmapa no Instituto Budista Internacional Karmapa em Nova Deli, Índia, em março de 1994 e ele foi formalmente entronizado em Bodhgaya, onde o Buda alcançou a iluminação em dezembro de 1996.
Ele recebeu a ordenação monástica de Chobgye Tri Rinpoche e passou por educação intensiva sob a orientação de Shamar Rinpoche. Fluente em inglês, ele viajou extensivamente pelo Oriente e pelo Ocidente para divulgar os ensinamentos autênticos da Linhagem Karma Kagyu para públicos cada vez maiores.
Em 25 de março de 2017, Trinley Thaye Dorje casou-se com Rinchen Yangzom, do Butão. O filho deles, Thugsey, nasceu em 11 de agosto de 2018.
Thaye Dorje atualmente mora em Kalimpong, na Índia, onde continua sua educação tradicional exigida por um detentor do título Karmapa. Em 17 de maio de 2006, Thaye Dorje foi oficialmente nomeado pelo Karmapa Charitable Trust como sucessor legal e administrativo do 16º Karmapa e pode, portanto, de acordo com o Trust, viver no Mosteiro de Rumtek em Sikkim. No entanto, como o grupo de monges que controla fisicamente Rumtek é opositor de Thaye Dorje e não houve acordo entre os partidos que apoiam ambos os candidatos, ainda não foi alcançada uma conclusão final, pelo que a administração de Thaye Dorje permanece em Kalimpong.